# Arctomecon
Arctomecon är ett släkte av vallmoväxter. Arctomecon ingår i familjen vallmoväxter.
Kladogram enligt Catalogue of Life:
| Arctomecon | \| \| Arctomecon californicum \| \| \| \| \| \| Arctomecon humilis \| \| \| \| \| \| Arctomecon merriamii \| \| \| \| |
|            | \| \| Arctomecon californicum \| \| \| \| \| \| Arctomecon humilis \| \| \| \| \| \| Arctomecon merriamii \| \| \| \| |
|            | Arctomecon californicum                                                                                               |
|            | |
|            | Arctomecon humilis |
|            | |
|            | Arctomecon merriamii                                                                                                  |
|            | |

## Bildgalleri

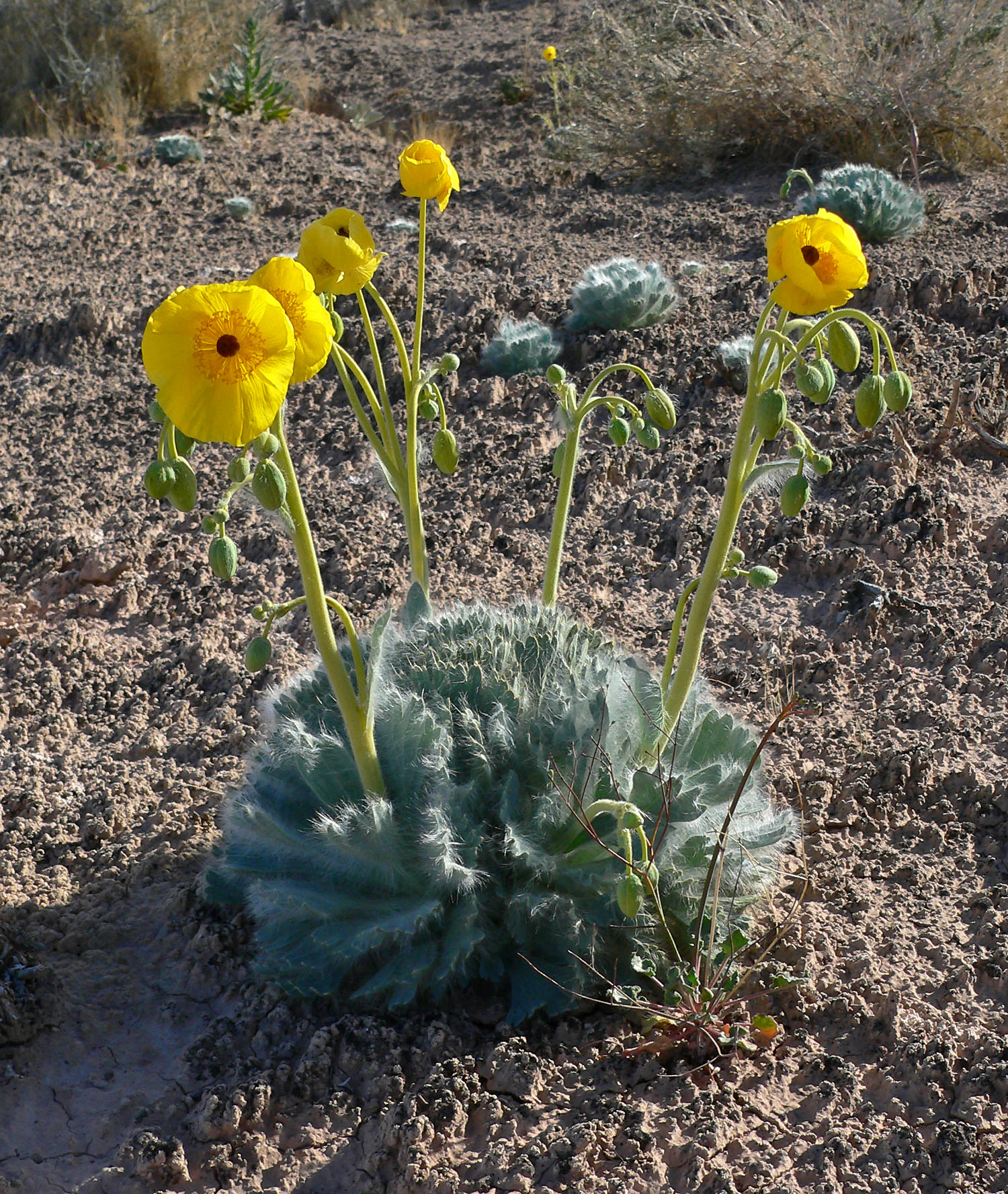
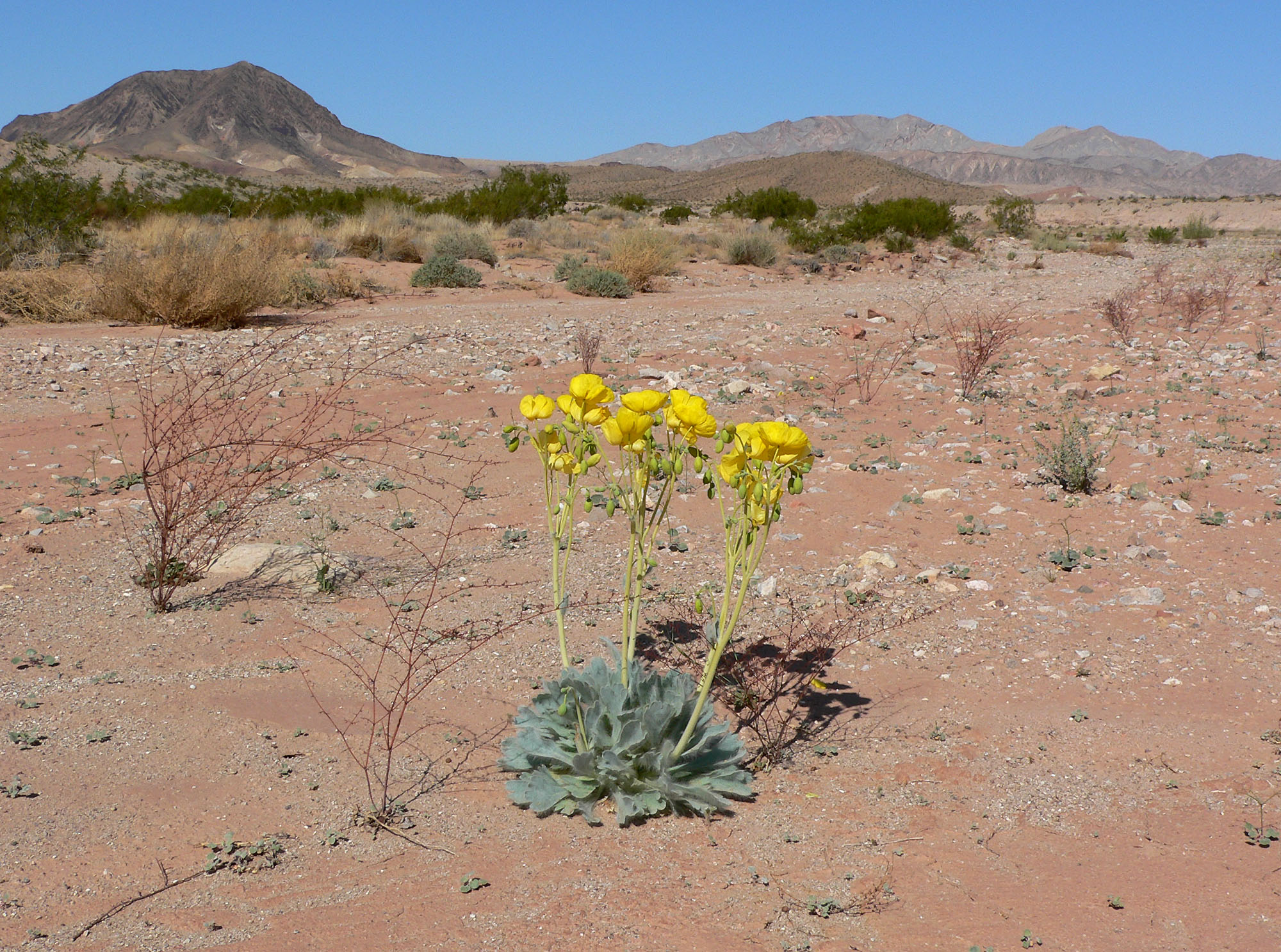
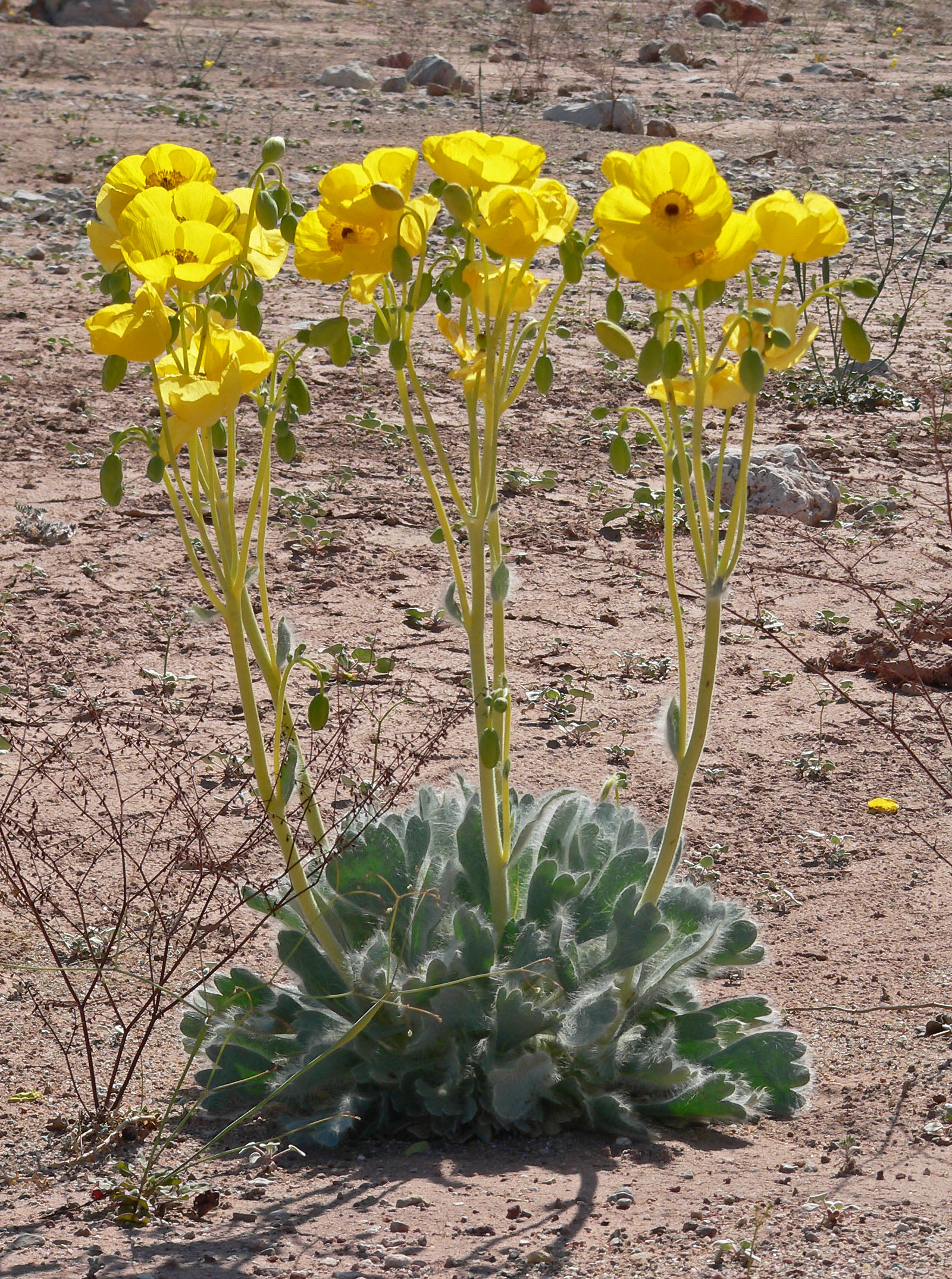
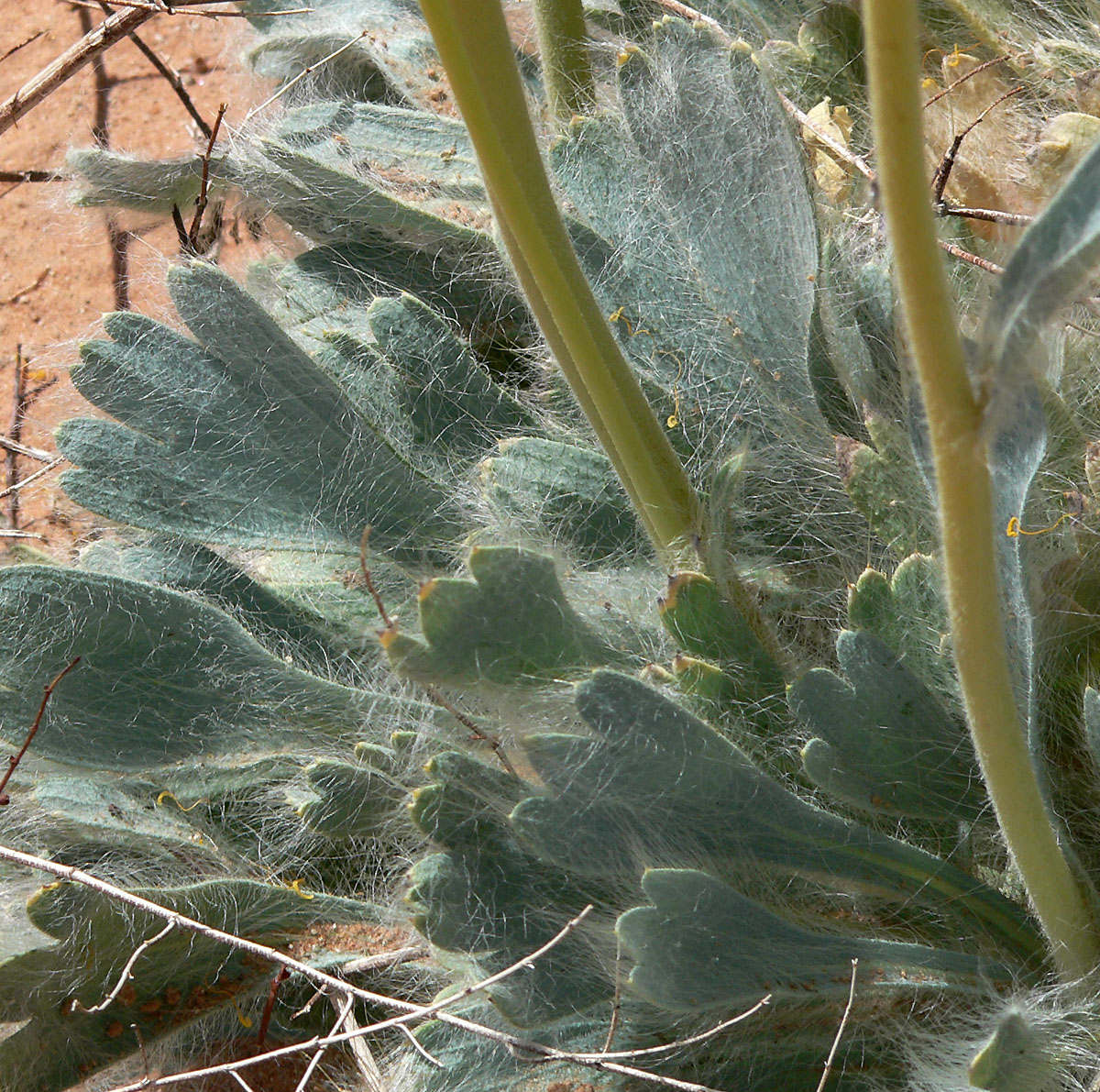
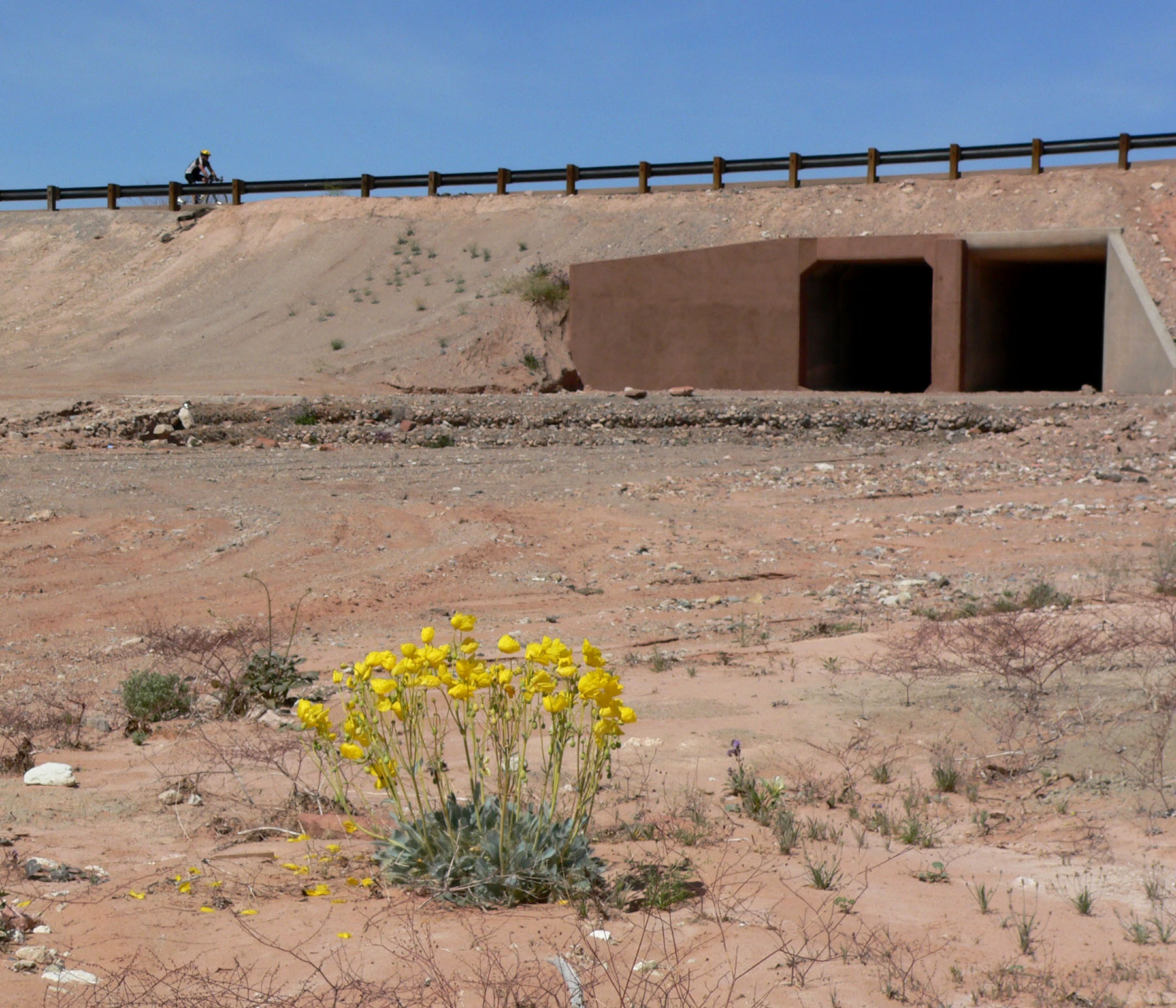
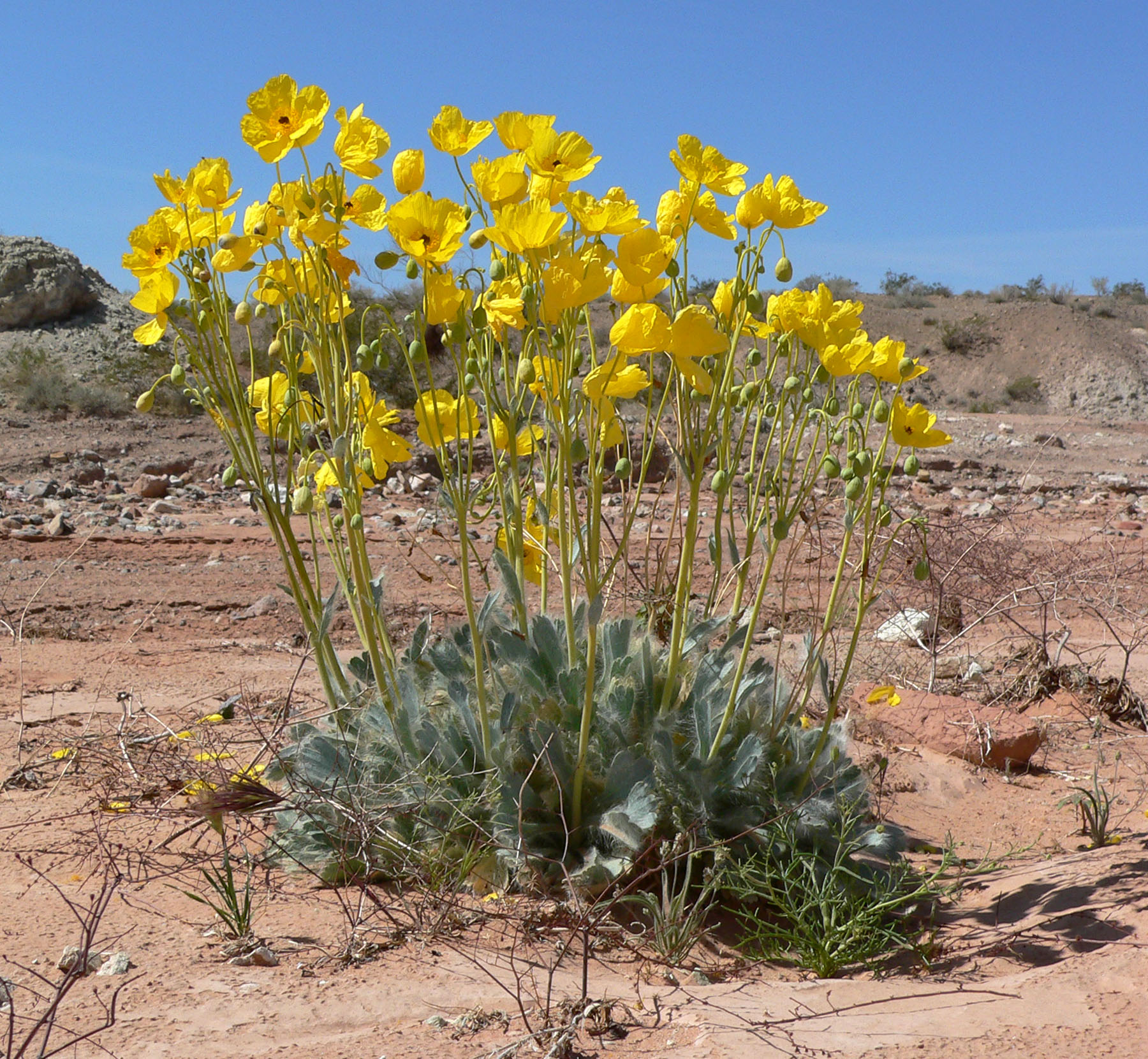